# Ripley, Derbyshire
Ripley este un oraș în comitatul Derbyshire, regiunea East Midlands, Anglia. Orașul se află în districtul Amber Valley a cărui reședință este.